# Ignacij Orožen
Ignacij Orožen [ignácij oróžən], slovenski rimskokatoliški duhovnik in zgodovinar, * 30. januar 1819, Laško, †  13. april 1900, Maribor. 

## Življenje in delo
Rodil se je očetu trgovcu Ignaciju st. in materi Mariji (rojena Ramšak).
Orožen je obiskoval trivialko v Laškem, 3. razred glavne šole v Celju in v letih 1831–1836 gimnazijo v Celju. Zatem je študiral filozofijo v Gradcu in bogoslovje v Celovcu in bil 4. avgusta 1842 posvečen v duhovnika. 
Kot kaplan je služboval v Žalcu (1842–1844) in  Celju (1844–1847), v letih 1847–1854 je bil vikar v Celju, nato župnik v Mozirju (1854–1865) in nadžupnik pri Svetem Križu pri Rogaški Slatini (1865–1867), stolni kanonik v Mariboru (1867–1884) in stolni dekan v Mariboru (1884–1892) ter potem do smrti stolni prošt. V letih 1867–1869 je bil škofijski šolski nadzornik, 1869–1879 ravnatelj  semenišča, na bogoslovnem učilišču pa je predaval o cerkveni umetnosti (1869–1881). V letih 1881–1887 je bil član štajerskega deželnega šolskega sveta, od 1883 do smrti ravnatelj (kancler) škofijskega ordinariata. Leta 1891 ga je papež Leon XIII. imenoval za apostolskega protonotarja.
V prvih letih službovanja v Celju se je navdušil za zgodovino. Kot »neumorni preiskovalec« (tako ga je imenoval Simon Rutar) je obdelal krajevno zgodovino 14 od 28 dekanij lavantinske škofije. Uvršča se med ugledne zgodovinarje duhovnike, ki so bistveno prispevali k razvoju slovenskega zgodovinopisja.
Pokopan je bil na starem mestnem pokopališču pri Ljudskem vrtu. Ko je Mestna občina Maribor leta 1940 to pokopališče dokončno zaprla, je organizirala njegovo ekshumacijo (tako kot tudi ekshumacijo drugih zaslužnih mož, ki jih niso ekshumirali svojci) in pokop njegovih telesnih ostankov v novi skupni grobnici zaslužnih mož v arkadah frančiškanskega pokopališča na Pobrežju.